# Bupleurum oligactis
Bupleurum oligactis är en flockblommig växtart som beskrevs av Pierre Edmond Boissier. Bupleurum oligactis ingår i släktet harörter, och familjen flockblommiga växter. Utöver nominatformen finns också underarten B. o. choulettei.